# Plainfield (Indiana)
Plainfield is een plaats (town) in de Amerikaanse staat Indiana, en valt bestuurlijk gezien onder Hendricks County.

## Demografie
Bij de volkstelling in 2000 werd het aantal inwoners vastgesteld op 18.396.
In 2006 is het aantal inwoners door het United States Census Bureau geschat op 24.734, een stijging van 6338 (34.5%).

## Geografie
Volgens het United States Census Bureau beslaat de plaats een oppervlakte van
46,7 km², waarvan 46,6 km² land en 0,1 km² water. Plainfield ligt op ongeveer 256 m boven zeeniveau.

## Plaatsen in de nabije omgeving
De onderstaande figuur toont nabijgelegen plaatsen in een straal van 16 km rond Plainfield.